# Martina Majerle
Martina Majele (Opatija, 2 mei 1980) is een Kroatische zangeres.

## Biografie
Majele begon haar loopbaan als zangeres bij de band Rijeka Putokazi. Later ging ze verder als soliste.
Als achtergrondzangeres trad ze veel op bij grote concerten van onder andere Oliver Dragojević, Tereza Kesovija, Zdravko Čolić, de band Novi Fosili, Severina Vučković, Massimo Savić, Nina Badrić, Vanna, Toni Cetinski en Vesna Pisarović.
Ook heeft ze zevenmaal als backing vocal opgetreden op het Eurovisiesongfestival: bij de inzendingen van Slovenië in 2007, 2011 en 2012, die van Montenegro in 2008 en 2014, en die van Kroatië in 2003 en 2016. 
Zelf nam Majele in 2009 solo deel aan het songfestival namens Slovenië. Dit werd echter geen succes: ze wist de finale niet te bereiken. 
1993: 1X Band · 
1995: Darja Švajger · 
1996: Regina · 
1997: Tanja Ribič · 
1998: Vili Resnik · 
1999: Darja Švajger · 
2001: Nuša Derenda · 
2002: Sestre · 
2003: Karmen Stavec · 
2004: Platin · 
2005: Omar Naber · 
2006: Anžej Dežan · 
2007: Alenka Gotar · 
2008: Rebeka Dremelj · 
2009: Quartissimo feat. Martina · 
2010: Ansambel Žlindre & Kalamari · 
2011: Maja Keuc · 
2012: Eva Boto · 
2013: Hannah Mancini · 
2014: Tinkara Kovač · 
2015: Maraaya · 
2016: ManuElla · 
2017: Omar Naber · 
2018: Lea Sirk · 
2019: Zala Kralj & Gašper Šantl · 
2021: Ana Soklič · 
2022: LPS · 
2023: Joker Out · 
2024: Raiven · 
2025: Klemen